# Seznam jezer v Tatrách v Polsku
Jezera v Tatrách v Polsku se nazývají staw, stawek, případně oko. Na polské straně je můžeme rozdělit na dvě skupiny, podle toho ve kterých Tatrách se nacházejí.
- ve Vysokých Tatrách - Seznam jezer ve Vysokých Tatrách
- v Západních Tatrách - Seznam jezer v Západních Tatrách

## Podle velikosti
| Jezero                     | Rozloha ha | Nadmořská výška m | Hloubka m | Objem m³   | Dolina                 |
| -------------------------- | ---------- | ----------------- | --------- | ---------- | ---------------------- |
| Morskie Oko                | 34,9280    | 1395              | 50,8      | 9 935 000  | Rybiego Potoku         |
| Wielki Staw Polski         | 34,3520    | 1665              | 79,3      | 12 967 000 | Pięciu Stawów Polskich |
| Czarny Staw pod Rysami     | 20,6360    | 1579              | 76,4      | 7 761 700  | Rybiego Potoku         |
| Czarny Staw Gąsienicowy    | 17,9440    | 1620              | 51,0      | 3 797 800  | Gąsienicowa            |
| Czarny Staw Polski         | 12,4880    | 1722              | 50,4      | 2 825 800  | Pięciu Stawów Polskich |
| Przedni Staw Polski        | 7,7080     | 1668              | 34,6      | 1 130 000  | Pięciu Stawów Polskich |
| Zadni Staw Polski          | 6,4720     | 1890              | 31,6      | 918 400    | Pięciu Stawów Polskich |
| Zielony Staw Gąsienicowy   | 3,8440     | 1672              | 15,1      | 260 500    | Gąsienicowa            |
| Dlugi Staw Gąsienicowy     | 1,5930     | 1783              | 10,6      | 81 060     | Gąsienicowa            |
| Kurtkowiec                 | 1,5270     | 1686              | 4,8       | 21 200     | Gąsienicowa            |
| Dwoisty Staw Wschodni      | 1,4180     | 1657              | 9,2       | 48 100     | Gąsienicowa            |
| Dwoisty Staw Zachodni      | 0,9050     | 1657              | 7,9       | 23 200     | Gąsienicowa            |
| Smreczyński Staw           | 0,7520     | 1226              | 5,3       | 13 540     | Kościeliska            |
| Toporowy Staw Niżni        | 0,6170     | 1089              | 5,7       | 11 700     | Suchej Wody            |
| Zadni Staw Gąsienicowy     | 0,5340     | 1852              | 8,0       | 15 430     | Gąsienicowa            |
| Litworowy Staw Gąsienicowy | 0,4800     | 1618              | 1,1       | 2720       | Gąsienicowa            |

## Podle polohy

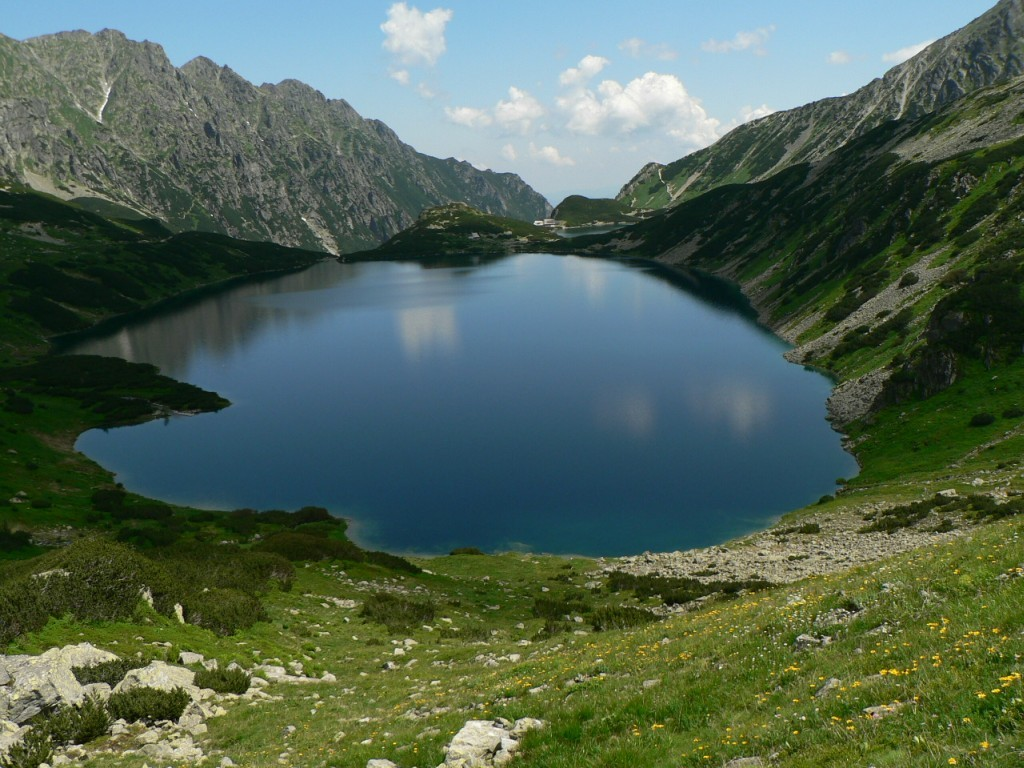
Wielki Staw Polski

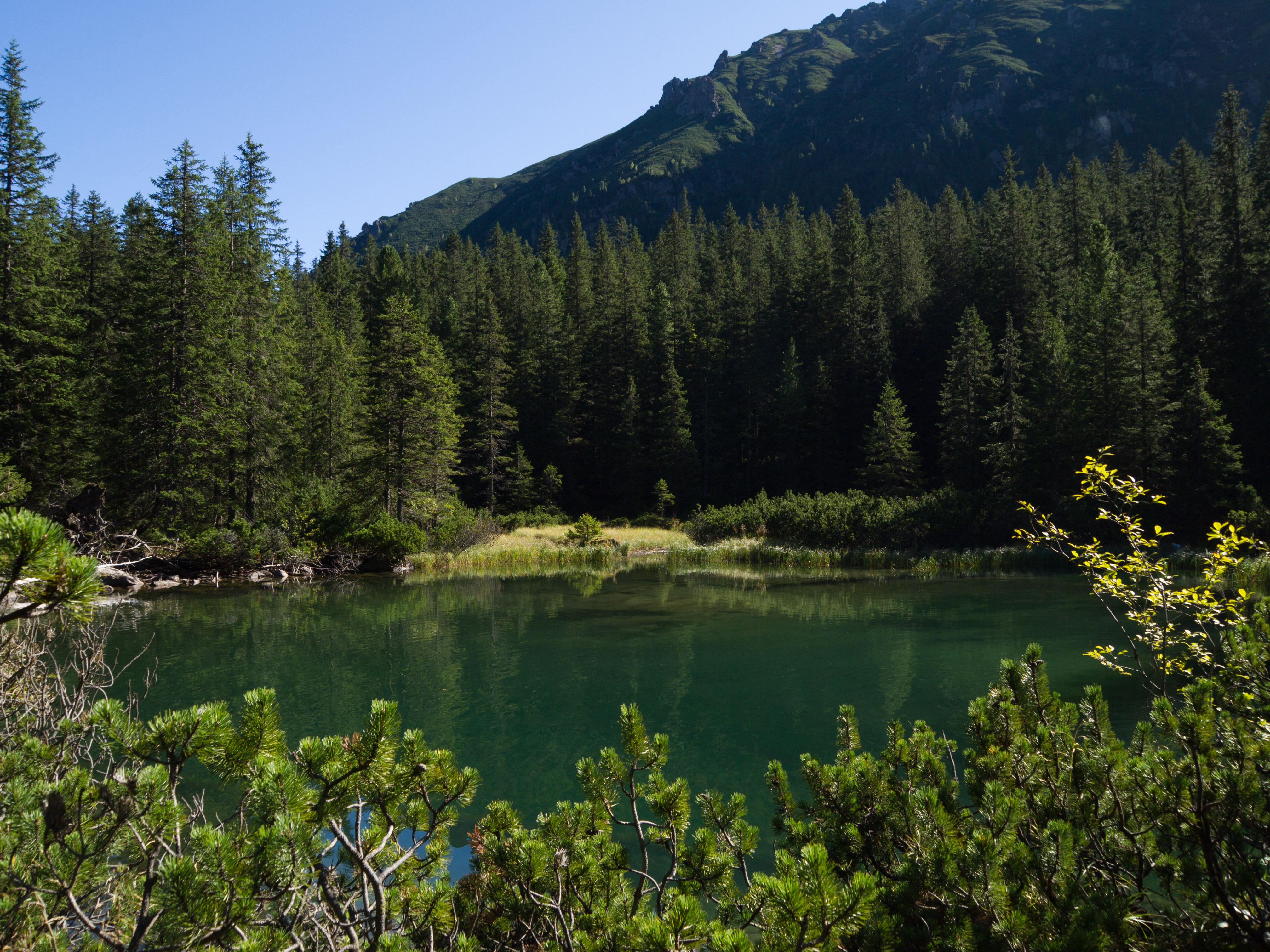
Żabie Oko

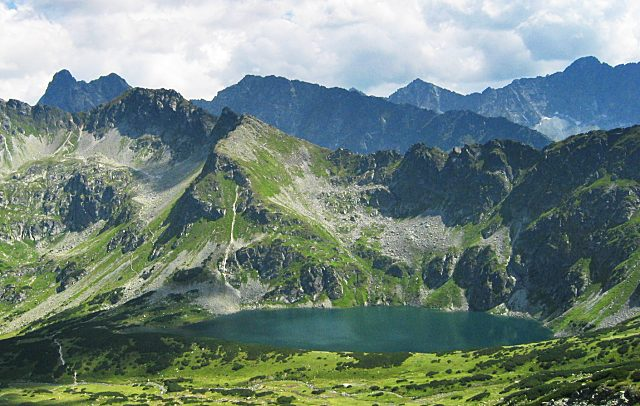
Jezero Czarny Staw

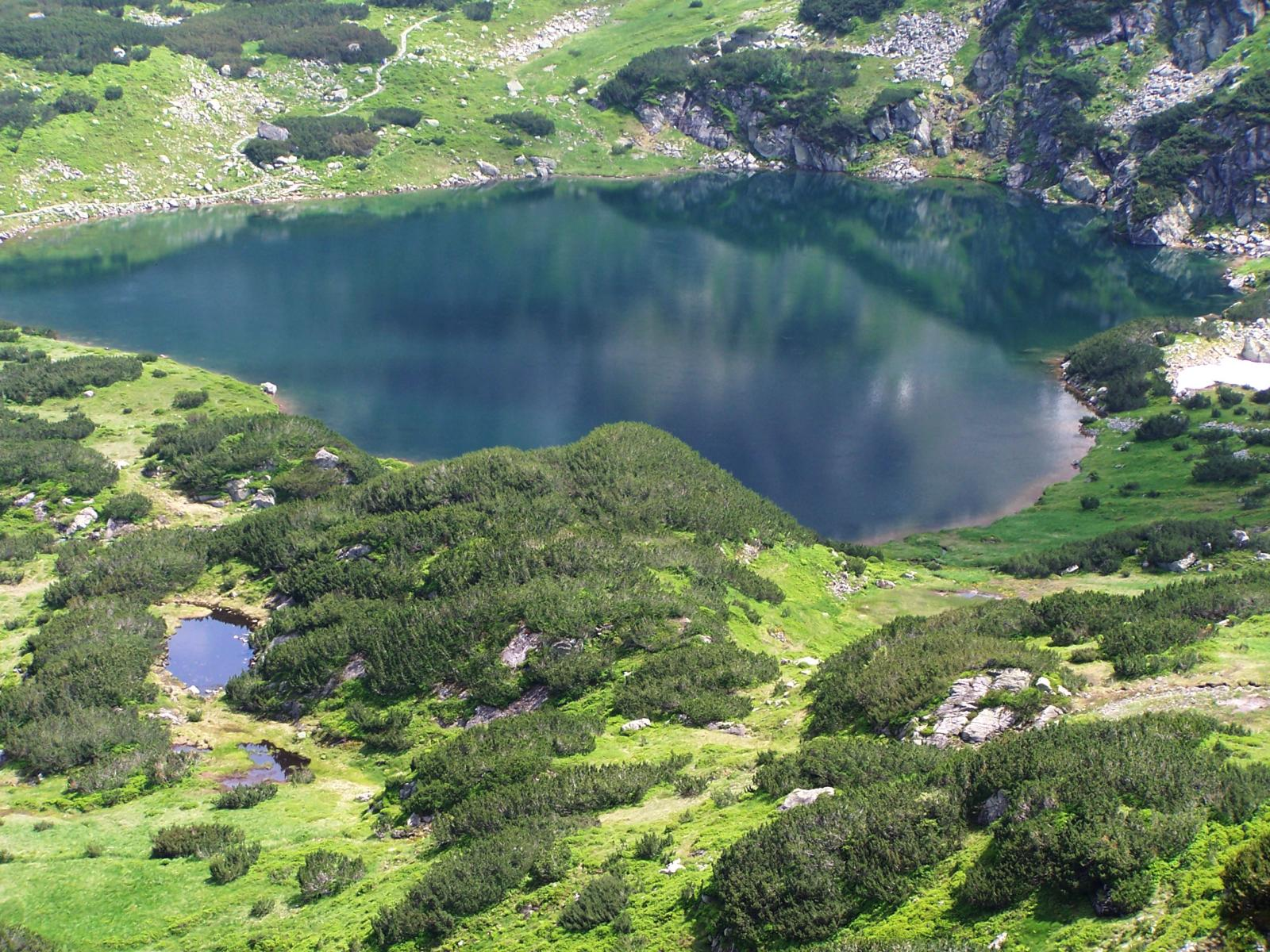
Zielony Staw Gąsienicowy

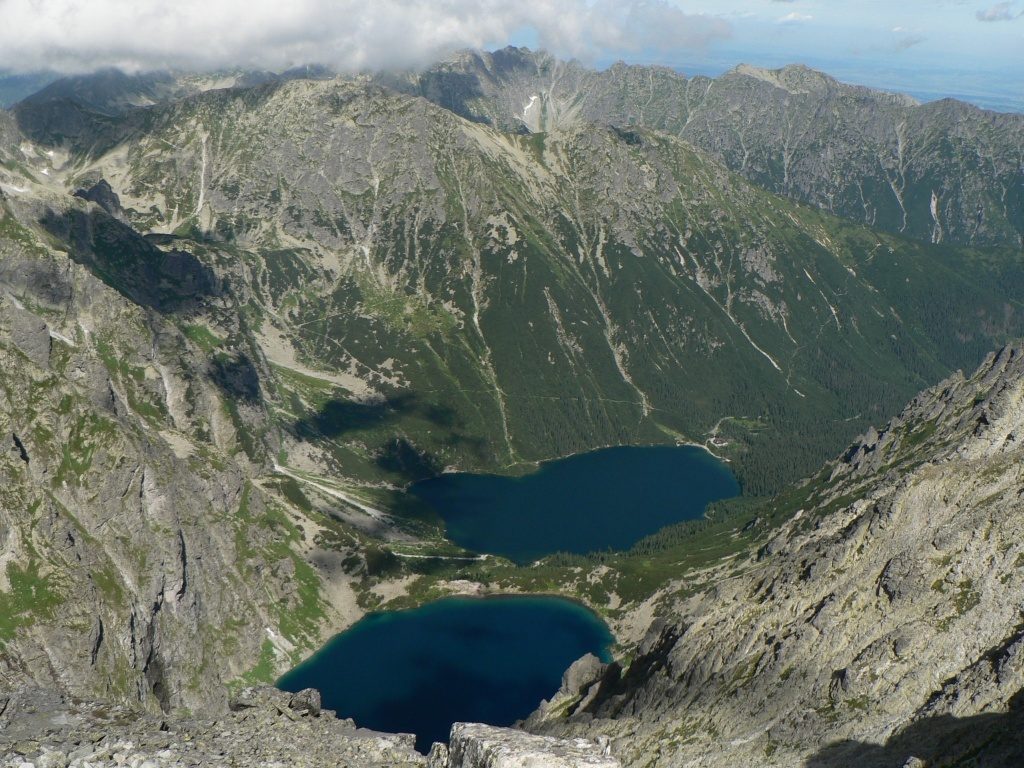
Morskie Oko a Czarny Staw

### Vysoké Tatry

#### Dolina Rybiego Potoku
- Czarny Staw pod Rysami
- Morskie Oko
- Rybie Stawki (Małe Morskie oko, Żabie Oko, Małe Žabie oko)

##### Dolina za Mnichem
- Niżni Staw Staszica
- Stawek na Kopkach
- Wyżni Staw Staszica
- Wyznie Mnichowe Stawki (I.-IX.)
- Zadni Mnichowy Stawek

#### Dolina Roztoki

##### Dolina Pięciu Stawów Polskich
- Czarny Staw Polski
- Maly Staw Polski
- Przedni Staw Polski
- Szpiglasowe Stawki (4)
- Wielki Staw Polski
- Wole Oko
- Zadni Staw Polski

#### Dolina Suchej Wody Gąsienicowej

##### Dolina Gąsienicowa
- Czarny Staw Gąsienicowy
- Czerwone Stawki Gasienicowe (Wyżni-zachodni, Niżni-wschodni)
- Dlugi Staw Gąsienicowy
- Dwoisty Staw Gąsienicowy (Wschodni, Zachodni)
- Dwoiśniaczek (4)
- Dwoiśniak (Wyżni-południowy, Niżni-północny)
- Jedyniak
- Kotlinowy Stawek
- Kurtkowiec
- Litworowy Staw Gąsienicowy
- Mokra Jama
- Samotniak
- Trojśniak (3)
- Zadni Staw Gąsienicowy
- Zielony Staw Gąsienicowy
- Zmarzly Staw Gąsienicowy

##### Dolina Pańszczyca
- Czerwony Staw Pańszczycki

### Západní Tatry

#### Dolina Suchej Wody Gąsienicowej
- Jezioro
- Toporowe stawy (Niżni, Wyżni)

#### Kościeliska dolina
- Siwe Stawki (2)
- Kosowinowe Oczko
- Smreczyński Staw
- Stawek

#### Starobociańska dolina
- Dudowe Stawki (5)

#### Dolina Bystrej

##### Kasprowa Dolina
- Kasprowy Stawek

#### Dolina Białki

##### Waksmundzka Dolina
- Wołoszyński Stawek

### Pasmo Gubałowskie
- Groników